# Giuseppe Carpani (jésuite)
Pour l’article homonyme, voir Giuseppe Carpani (poète).
Giuseppe Carpani, né le 2 mars 1683 ou le 2 mai 1683 à Rome et mort dans cette même ville le 1er novembre 1762, est un jésuite, théologien et poète latin italien.

## Biographie
Giuseppe Carpani nait à Rome, le 2 mai 1683, et entre chez les jésuites le 5 juillet 1704. Il passe la plus grande partie de sa vie à Rome, dans le Collège romain, où il enseigne la rhétorique, la philosophie et la théologie ; il y remplit pendant un grand nombre d’années l’emploi de préfet des études, et meurt octogénaire, le 1er novembre 1762. Son nom dans l’Académie d'Arcadie est Tirro Creopolita.

## Œuvres
Giuseppe Carpani a laissé : 
- Deux pièces de vers latins intitulées : De Jesu infante, Rome, 1747, qui ont été traduites en italien ;
- Sept tragédies latines, imprimées à Vienne, en 1746, par les soins de Ch. Griffet, puis à Rome, en 1750, sous ce titre : Josephi Carpani Societatis Jesu inter Arcades Tyrrhi Creopolitæ tragediæ, editio quarta, auctior et accuratior. Elles ont été représentées au Collège Allemand et Hongrois à Rome où il était professeur, et y ont obtenu le plus brillant succès ;
- Plusieurs poésies insérées dans la première partie de l’Arcadum Carmina, Rome, 1757 ;
- On a encore de lui quelques ouvrages de théologie, où il passe pour avoir mis beaucoup de clarté, de précision et de force de raisonnement.